# Guerres Seminola
Les Guerres Seminola també coneguda com la Guerra de la Florida, van ser incidents de fronteres que va provocar tres conflictes a Florida entre els diversos grups d'amerindis, un col·lectiu conegut com a seminola i els naixents Estats Units. La Primera Guerra Seminola es va desenvolupar entre 1817 i 1818; la Segona Guerra Seminola entre 1835 i 1842; i la Tercera Guerra Seminola entre 1855 i 1858. La Segona Guerra Seminola, més coneguda com la Guerra Seminola, ha estat la guerra més llarga d'entre totes en les que s'ha vist involucrat els Estats Units en el període que va des de la Guerra de 1812 i la Guerra Civil dels Estats Units.

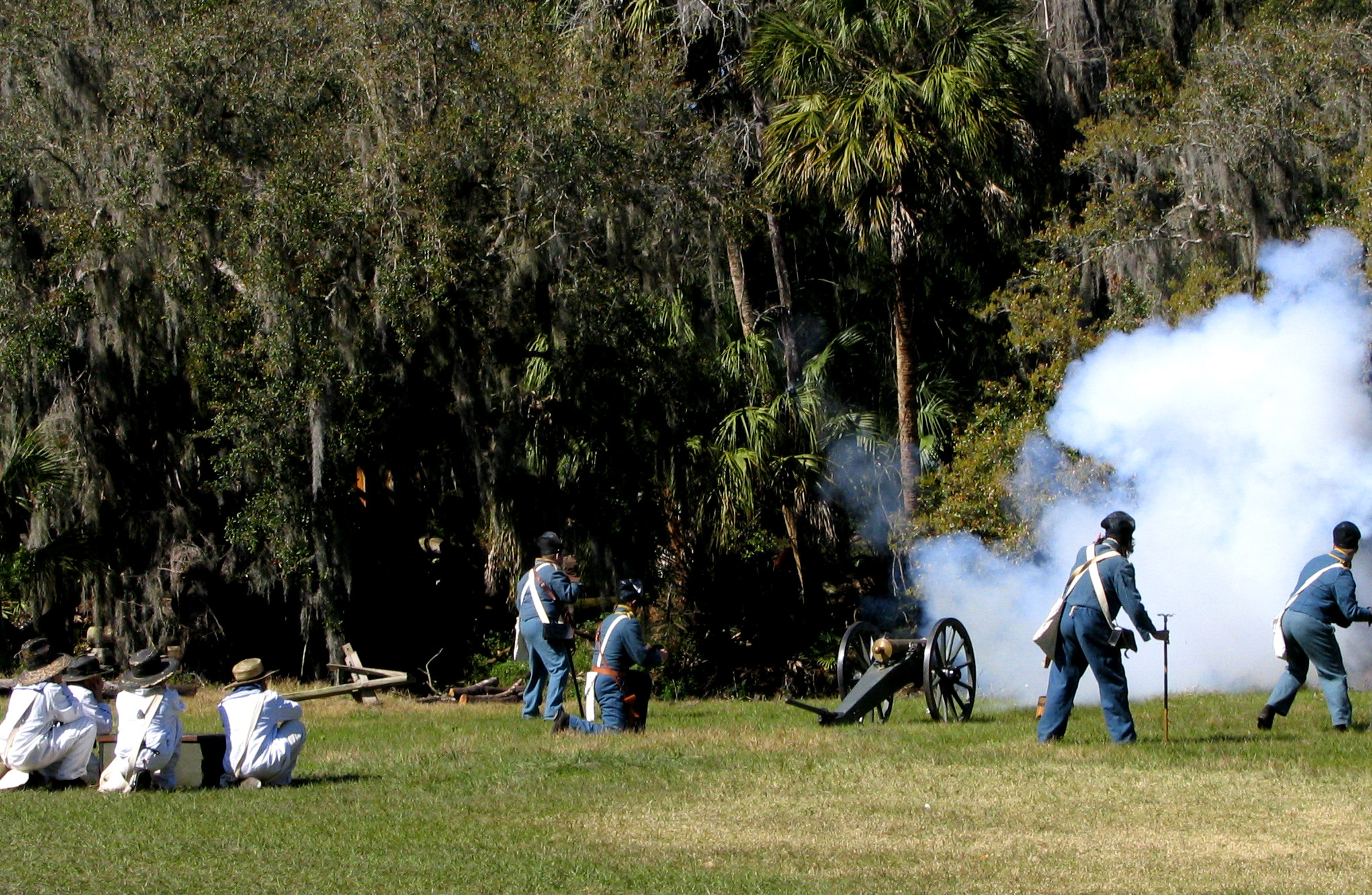
Una recreació de la batalla de Fort Foster, 1837 (al Parc Estatal Hillsborough River)

El primer conflicte amb els seminoles va sorgir de les tensions relacionades amb l'atac i destrucció de Fort Negro a Florida pel general Andrew Jackson el 1816, Jackson també va atacar els espanyols a Pensacola (Florida). Mentre ocupava Pensacola, Andrew Jackson va capturar dos exMarines Reials encarregats d'assistir als seminoles, i els va executar. Els governs de Gran Bretanya i Espanya van expressar la seva indignació per l'incident, encara que, aviat, les tensions van disminuir. En última instància, la Corona espanyola va cedir la colònia a imperi dels Estats Units.

## Antecedents

### Florida Colonial
La població original de Florida va disminuir amb l'arribada dels europeus a la regió. Els amerindis tenien poca resistència a les malalties importades des d'Europa. La supressió de les revoltes dels nadius per part dels espanyols van reduir encara més la població en el nord de la Florida. Una sèrie d'atacs que es va estendre al llarg de tota la península per soldats provinents de la província de Carolina i els seus aliats indis van matar gairebé tots els nadius que habitaven aquelles terres ja a l'inici del S. XVIII. Quan Espanya va lliurar Florida al Regne Unit el 1763, els espanyols van traslladar als pocs indis supervivents a Cuba.
Grups de diverses tribus del sud-est dels Estats Units van començar a introduir-se a les terres no ocupades de la Florida. El 1715, els yamasees van emigrar cap a Florida com a aliats dels espanyols després dels conflictes amb les colònies angleses. Els Creek, primer els de les zones baixes i més tard els de les zones altes, també van començar a endinsar-se per Florida. Els mikasuki, un grup de llengua hitchiti, es van assentar als voltants del que ara és el Llac Miccosukee prop de Tallahassee. Aquest grup ha mantingut la seva identitat pròpia fins als nostres dies, els miccosukee. Un altre grup de llengua hitchiti, liderats per “Cowkeeper”, es van assentar en el que avui és el Comtat d'Alachua (Florida), una àrea en la qual els espanyols mantenien el seu bestiar edurant el S. XVII. Un dels ranxos més coneguts va ser l'anomenat “Ranxo de la Chua”, i la zona va començar a conèixer-se com la “Prada Alachua”. Els espanyols de San Agustín van començar a anomenar als indis creek d'Alachua cimarrones, la qual cosa bàsicament significa els salvatges o escapats, i d'això és probable que hagi donat origen a la paraula seminola. Aquest nom també se'ls va donar a altres grups a Florida, encara que els indis es consideraven a si mateixos com a membres de diferents tribus.
Un altre dels grups que ja es trobaven allí durant les Guerres Seminola van ser els yuchis, els indis espanyols, anomenats així perquè es creia que descendien dels calusa, i els "indis ranxo" que vivien en els campaments de pesca espanyol i cubans en la costa de la Florida.
Els esclaus que arribaven a la Florida espanyola eren lliures. Les autoritats espanyoles van acollir als esclaus que escapaven cap als seus territoris i els van permetre assentar-se a la seva pròpia ciutat, a la qual van anomenar Fort Mosé, molt a prop de San Agustín, incorporant-los en les seves milícies perquè defensessin la ciutat (després de col·laborar en la victoriosa defensa de San Agustín, els milicians negres de Florida van recuperar la seva llar, el Fort Mose, el 26 de juny de 1740, després d'un dur combat amb les tropes escoceses de Geòrgia a les que van derrotar completament). Altres esclaus fugitius es van unir a diversos bàndols de seminoles, de vegades com a esclaus, de vegades com a membres lliures de la tribu.
De totes maneres, la càrrega de l'esclavitud en la Florida Índia va ser considerablement més lleugera que la de les colònies angleses. El 1858 Joshua Reed Giddings va escriure sobre això: Van mantenir els seus esclaus en un estat entre el de la servitud i la llibertat; els esclaus vivien generalment amb la seva pròpia família i ocupaven el temps com els plaïa, pagant anualment al seu amo petits sous a manera de gra o qualsevol tipus de vegetals. Aquesta classe d'esclaus considerava la servitud entre els blancs amb el major grau de l'horror. Mentre que la majoria d'esclaus que estaven a Fort Mosé van marxar a Cuba quan els espanyols van deixar la Florida el 1763, uns altres es van quedar amb els diversos bàndols d'indis, i els esclaus van seguir escapant-se des de les Carolines i Geòrgia cap a la Florida. Els negres que es van quedar o els que més tard es van unir als seminoles es van integrar en les seves tribus, van aprendre la seva llengua, van adoptar els seus vestits i es van casar entre ells. Alguns d'aquests seminoles negres van arribar a destacar com a líders tribals.

### Els primers conflictes
Durant la Revolució Americana, els britànics –que controlaven la Florida – van reclutar seminoles per atacar els assentaments a la frontera de Geòrgia. La confusió de la guerra va incrementar la fugida d'esclaus cap a la Florida. Aquests fets van fer que els seminoles es convertiren en enemics dels Estats Units. El 1783, i com a part del Tractat de París que va acabar amb la Guerra d'Independència dels Estats Units, Florida va ser retornada a Espanya, qui no exercia molt poder sobre Florida, deixant només una petita guarnició de soldats a San Agustín, San Marcos i Pensacola (Florida). La frontera entre Florida i els Estats Units tampoc estava molt controlada. Mikasukis i altres grups semínoles encara ocupaven zones a aquest costat de la frontera dels Estats Units, mentre que els americans "ocupadors" van emigrar cap a la Florida espanyola.
En 1763, els britànics van dividir la península en dues: Florida Oriental i Florida Occidental i els espanyols van mantenir tal divisió quan Florida va tornar a les seves possessions el 1783. La Florida Occidental s'estenia des del riu Apalachicola al riu Mississipi que juntament amb les seves possessions de la Louisiana, li donava a Espanya el control de la part baixa de tots els rius que creuen els Estats Units a l'Oest dels Apalatxes. A més de la imperiosa necessitat d'expandir-se, la qual cosa es va donar a conèixer com a Destí Manifest, els Estats Units volien adquirir la Florida tant per facilitar el lliure comerç en els rius de l'oest com per prevenir que la Florida fos utilitzada com a base per a una invasió dels Estats Units per un país europeu.
La Compra de la Louisiana el 1803 va posar la desembocadura del riu Mississipi en mans americanes, però la major part de Geòrgia, Alabama, Mississipi i Tennessee estaven regats per rius que passaven a través de la Florida Occidental o Oriental per acabar en el Golf de Mèxic. Els EUA van proclamar que en la compra de la Louisiana estava inclosa la Florida Occidental a l'est del Riu Perdido, mentre que Espanya proclamava que la Florida Occidental s'estenia a tot el riu Mississipi.

### Guerra patriòtica
En 1810, els residents de Baton Rouge van formar un nou govern, es van apoderar del fort espanyol i van demanar la protecció dels Estats Units. El President James Madison va autoritzar a William Claiborne, governador del Territori d'Orleans, a apoderar-se de la Florida Occidental des del riu Mississipi fins a l'est del riu Perdido, encara que Claiborne només va ocupar la zona oest del riu Pearl (l'actual límit oriental de la Louisiana). Madison va encarregar George Mathews que tractés l'afer de la Florida. Quan la petició de donar la resta de la Florida Occidental als EUA va ser revocada pel governador de Florida Occidental, Mathews va viatjar a la Florida Oriental, en un intent d'incitar a una rebel·lió similar a l'ocorreguda a Baton Rouge. Els residents de la Florida Oriental estaven contents amb el seu mode de vida, de manera que hagué de reclutar una força de voluntaris (als quals se'ls havia promès un lot de terres) a Geòrgia. Al març de 1812, aquesta força “de patriotes”, amb l'ajuda d'algunes canoneres de l'Armada dels Estats Units es van apoderar de Fernandina. La confiscació de Fernandina originalment havia estat autoritzada pel president James Madison, que va negar més tard. Els Patriotes no van poder prendre el Castell de San Marcos a San Augustin, no obstant això, l'enfocament de la guerra amb Gran Bretanya va portar per fi de la incursió americana en la Florida Oriental. el 1813 una força nord-americana va aconseguir arrabassar Mobile (ciutat d'Alabama) als espanyols.
Abans que l'exèrcit patriota es retirés de la Florida, els seminoles, com a aliats dels espanyols, van començar a atacar-los.

## Primera Guerra Seminola

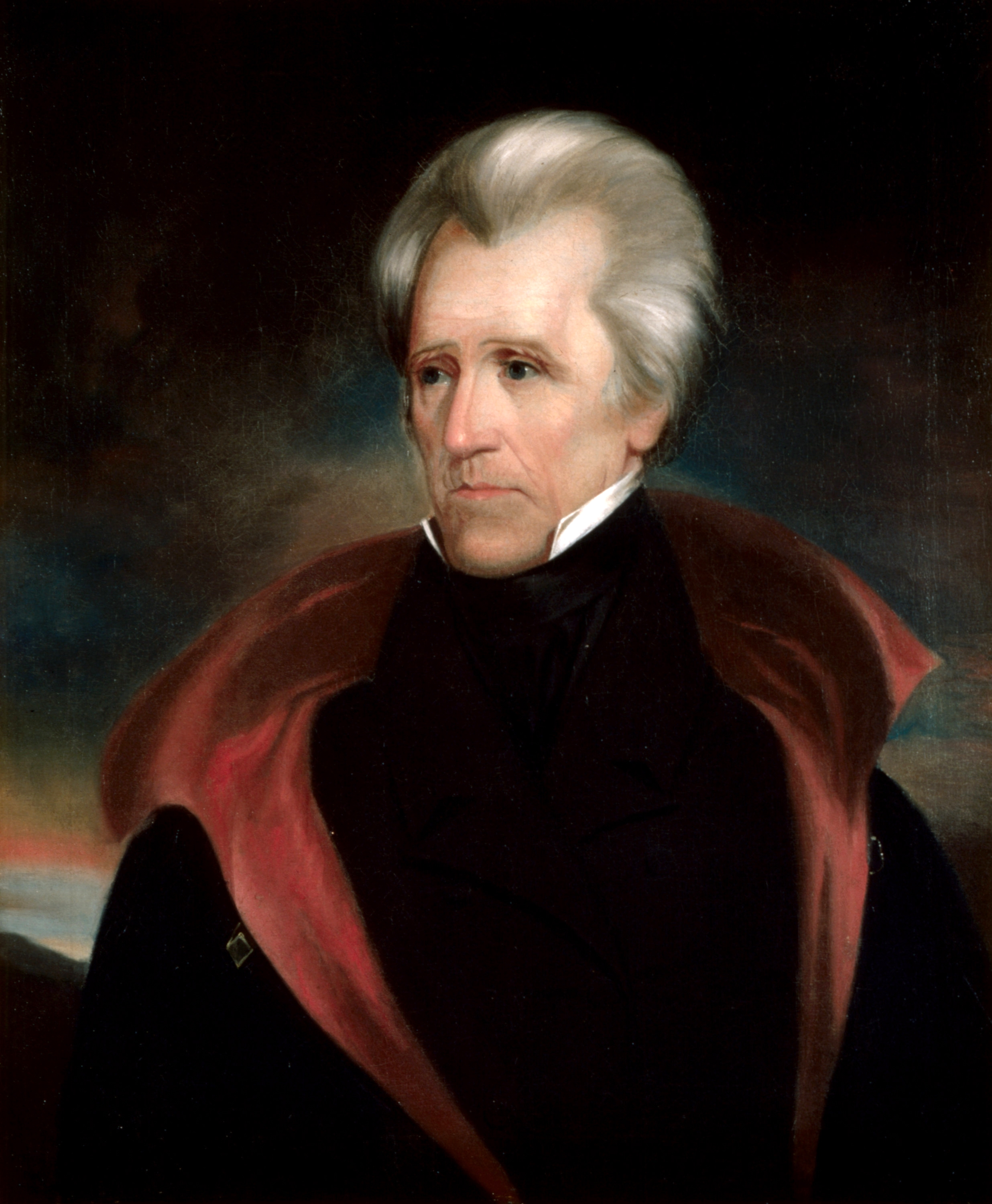
Andrew Jackson dirigí una invasió de la Florida durant la Primera Guerra Seminola.

Les dates d'inici i fi per a la Primera Guerra Seminola no es coneixen amb precisió. La Infanteria de l'Exèrcit dels EUA diu que va durar des de 1814 fins a 1819. El Centre Històric Naval de la Marina dels EUA dona les dates de 1816-1818. Un altre lloc de l'Armada es refereix a aquesta guerra des de 1817 a 1818. Finalment, la història d'unitat del 1r Batalló, 5è d'Artilleria de Campanya descriu la guerra com na cosa que va ocórrer només el 1818.

### Guerra Creek i el Fort Negro
El següent gran esdeveniment que va involucrar als seminoles de Florida va ser la Guerra Creek de 1813-1814. Andrew Jackson es va convertir en un heroi nacional el 1814 després de la seva victòria sobre els Creek Bastons Vermells en la batalla de Horseshoe Bend. Després del seu triomf, Jackson va forçar el Tractat de Fort Jackson sobre els creeks, resultant en la pèrdua de gran part del seu territori al sud de Geòrgia i el centre-sud d'Alabama. En conseqüència, molts dels creek que hi vivien van deixar Alabama i Geòrgia i se'n van anar a Florida.
Cal tenir en compte que el 1814 els britànics, que estaven en guerra amb els Estats Units, havien enviat reforços a Pensacola i altres llocs de la Florida Occidental al mateix temps que va començar a reclutar indis aliats. Al maig de 1814, una força britànica va aconseguir pujar per la desembocadura del riu Apalachicola, distribuint armes als seminoles, creeks i esclaus fugitius. Els britànics van avançar riu amunt i van construir un fort a Prospect Bluff. Els britànics i els seus aliats van ser rebutjats a Mobile i una força americana liderada pel general Jackson va haver de treure'ls de Pensacola. No obstant això, els treballs per a la construcció del Fort de Prospect Bluff van continuar. Quan va acabar la guerra, les forces britàniques van abandonar la Florida Occidental, excepte el Major Edward Nicholls dels Marines Reials. Va dirigir l'aprovisionament de la fortalesa amb canons, fusells i municions, i va dir als indis que el Tractat de Gant garantia la devolució de les terres índies perdudes durant la guerra, incloent-hi les terres creek a Geòrgia i Alabama. Els seminoles no tenien interès a mantenir un fort i per això van tornar als seus llocs d'origen. Abans d'anar-se'n l'estiu de 1815, el Major Nicholls va convidar als esclaus fugitius a la zona al fet que prenguessin possessió de la fortalesa. Es va córrer la veu sobre la fortalesa, i no va trigar a ser anomenat "Fort Negro" pels blancs del sud dels Estats Units, que ho veien com una inspiració perillosa per als seus esclaus motivant-los a escapar o rebel·lar-se.

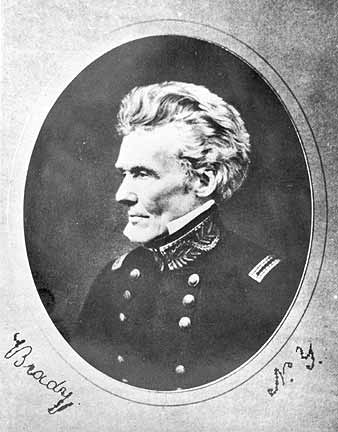
Fotografía de Edmund Pendleton Gaines.

Andrew Jackson volia eliminar Fort Negro a qualsevol preu, però estava en territori espanyol. L'abril del 1816 va informar el governador de la Florida Occidental que si els espanyols no eliminaven el fort, ho faria ell. El governador José Masot va replicar que no tenia els mitjans a la seva disposició per prendre el fort. Així, Jackson va assignar al Brig. Gen. Edmund Pendleton Gaines la tasca de bregar amb el fort. Gaines va ordenar al Coronel Duncan Lamont Clinch que construís Fort Scott als marges del riu Flint just al nord de la frontera amb Florida. Gaines va fer pública la seva intenció de subministrar el Fort Scott des de Nova Orleans a través del riu Apalachicola, la qual cosa significaria que passaria directament per territori espanyol i al costat de Fort Negro. Gaines li va dir a Jackson que usant el riu Apalachicola per proveir Fort Scott permetria a l'armada nord-americana vigilar els seminoles de Fort Negre, i en el cas que disparessin des d'allí als vaixells de proveïment, tindrien l'excusa perfecta per atacar-los.
Una flota de proveïment per a Fort Scott va arribar a Apalachicola al juliol de 1816. Clinch va marxar sobre el Apalachicola amb una força de més de 100 soldats americans i uns 150 creeks, inclòs el seu cap Tustunnugee Hutkee (White Warrior). La flota de proveïment es va trobar amb Clinch a Fort Negro, i les dues canoneres amb les seves respectives flotes van prendre posicions en el riu davant del fort. Els negres del fort van disparar els seus canons sobre els soldats nord-americans i els seus aliats creeks. Els americans van respondre i al novè tir disparat des de les seves canoneres, una “bomba calenta” (una bomba de canó roent), va aterrar al polvorí del fort. L'explosió causada, que es va sentir a més de 100 milles de distància (160 km) a Pensacola, va derrocar el fort. De les 320 persones que allí hi havia, més de 250 van morir en l'acte i moltes més van morir-hi a causa de les ferides. Després de la destrucció del fort, l'exèrcit dels EUA es va retirar de Florida, però els ocupants nord-americans i foragitats van dur a terme batudes contra els seminoles, matant als indis i robant-los el seu bestiar. El ressentiment pels assassinats i robatoris comesos pels americans blancs es va estendre entre els seminoles, donant lloc a represàlies, en particular la recuperació del bestiar robat pels colons. El 24 de febrer de 1817, els seminoles van assassinar la senyora Garrett, una dona que vivia en el Comtat de Camden a Geòrgia, i els seus fills, un de tres anys i els altres fr dos mesos d'edat.

### Fowltown i la massacre de Scott
Fowltown era un poble mikasuki al sud-oest de Geòrgia, a uns 24 km (15 milles) a l'est del Fort Scott. El cap Neamathla de Fowltown va entrar en disputa amb el comandant de Fort Scott sobre l'ús de la terra en el costat oriental del riu Flint, reclamant la sobirania mikasuki sobre la zona. Les terres al sud de la Geòrgia havien estat cedides pels creeks en el Tractat del Fort Jackson, però els mikasukis no es consideraven a si mateixos com a creek, no se sentien obligats pel tractat i no acceptaven que els creek tinguessin cap dret a cedir cap terra que pertanyien als mikasuki. El 1817, el General Gaines va enviar una força de 250 homes perquè ataqués a Neamathla. El primer atac va ser rebutjat pels mikasukis. L'endemà, el 22 de novembre de 1817, els mikasukis van ser expulsats del seu territori. Alguns historiadors fixen la data de l'inici de la guerra amb aquest atac sobre Fowltown. David Brydie Mitchell, exgovernador de Geòrgia que aquell moment exercia com a agent indi, (persona autoritzada per interactuar amb les tribus natives nord-americanes, en nom del govern dels EUA), va declarar en un informe al Congrés dels Estats Units que l'atac a Fowltown havia decretat l'inici de la Primera Guerra Seminola.
Una setmana més tard un vaixell que portava subministraments per al Fort Scott sota el comandament del tinent R. W. Scott, va ser atacat en el riu Apalachicola. En el vaixell anaven al voltant de 40 o 50 persones, incloent-hi 20 soldats malalts, 7 esposes de soldats i possiblement alguns nens (mentre alguns informes assenyalen que va haver-hi 4 nens assassinats pels Semínolas, no se'ls fa cap esment en els primers informes de la massacre i la seva presència mai ha estat confirmada). La majoria dels passatgers van morir en l'atac. Una dona va ser feta presonera i només sis supervivents van arribar al fort.
El general Gaines tenia ordres de no envair la Florida, però posteriorment es van modificar per permetre petites incursions. Quan a Washington, DC van arribar les notícies de la massacre de Scott a l'Apalachicola, es va ordenar a Gaines que envaís la Florida i perseguís als indis però que no ataqués cap de les instal·lacions espanyoles. No obstant això, Gaines es va dirigir a l'est de la Florida per fer front als pirates que havien ocupat Fernandina. El Secretari de Guerra John C. Calhoun va ordenar a Andrew Jackson que comandés la invasió de la Florida.

### Jackson envaeix Florida
Jackson reuní les seves forces a Fort Scott al març de 1818, que incloïen 800 homes de l'armada nord-americana, 1,000 voluntaris del Tennessee, 1,000 milícians de Geòrgia, i al voltant de 1.400 guerrers aliats creek. El 13 de març l'exèrcit de Jackson va entrar a Florida, marxant riu Apalachicola a baix. Quan van arribar al lloc del Fort Negro, Jackson va ordenar als seus homes que construïssin un de nou, Fort Gadsden. L'exèrcit va ser enviat a la cerca dels pobles mikasuki al voltant del llac Miccosukee. La ciutat índia de Tallahassee va ser arrasada el 31 de març i la ciutat de Miccosukee va ser presa l'endemà. Més de 300 llars índies van ser destruïdes. Jackson es va dirigir llavors cap al sud, arribant a San Marcos el 6 d'abril.
A San Marcos Jackson es va apoderar del fort espanyol. Allí es va trobar amb Alexander George Arbuthnot, un comerciant escocès que treballava a les Bahames. Comerciava amb els indis de la Florida i havia escrit als oficials britànics i americans per compte dels indis. Es rumorejava que venia armes als indis i que els entrenava per a la guerra. Probablement els venia armes, ja que el principal comerç dels indis eren les pells de cérvol i necessitaven les armes per caçar-los. Dos líders indis, Josiah Francis, un “Bastó Vermell”, també conegut com el “Profeta” (no confondre amb Tenskwatawa), i Homathlemico, van ser capturats quan havien sortit a la trobada d'un vaixell americà enarborant la bandera britànica que estava ancorat davant de San Marcos. Tan aviat com Jackson va arribar a San Marcos, els dos indis van ser portats a terra i penjats.
Jackson va deixar San Marcos per atacar els pobles al llarg del riu Suwannee, els quals estaven ocupats majorment per esclaus fugitius. El 12 d'abril, l'exèrcit es va trobar amb un “Poble Roig” en el riu Econfina. Prop de 40 Bastons Vermells van ser assassinats i al voltant de 100 dones i nens capturats. Al poble van trobar Elizabeth Stewart, la dona que havia estat capturada en l'atac a la flota de subministraments en el riu Apalachicola al novembre de l'any anterior. Assetjats pels seminoles negres, l'exèrcit es va trobar amb la majoria dels pobles buits. Per aquell temps, Robert Ambrister, un exMarine Reial que s'hi havia autoanomenat “agent” britànic, va ser capturat per l'exèrcit de Jackson. Havent destruït la majoria dels pobles seminoles i negres, Jackson va anunciar la victòria i va enviar la milícia georgiana i als creek aliats de tornada a casa. L'exèrcit restant va tornar a San Marcos.

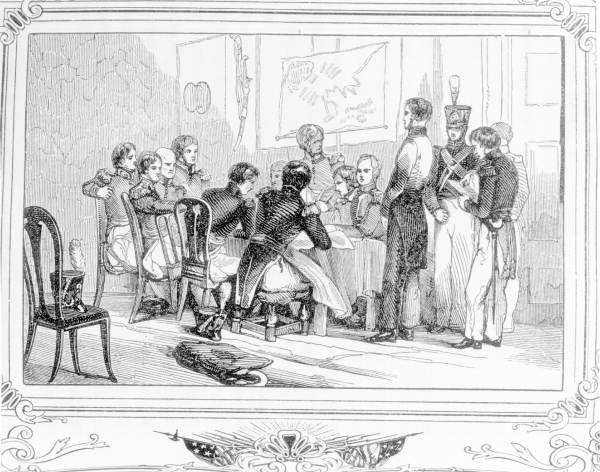
El judici de Robert Ambrister durant la Primera Guerra Seminola.

En San Marcos es va reunir un tribunal militar on Ambrister i Arbuthnot van ser condemnats per ajudar els seminoles, incitant-los a la guerra contra els Estats Units. Ambrister va apel·lar a la misericòrdia de la cort, mentre que Arbuthnot va mantenir la seva innocència, dient que ell només havia participat en el comerç legal. El tribunal va sentenciar als dos homes a la mort, però després va cedir i va canviar la pena d'Ambrister per cinquanta fuetades i un any de treballs forçats. Jackson, no obstant això, va restablir la pena de mort per Ambrister i va ser executat per un esquadró el 29 d'abril de 1818. Arbuthnot va ser penjat de la verga del seu propi vaixell.
Jackson va deixar una guarnició a San Marcos i va tornar al Fort Gadsden mentre informava que havia deixat tot en pau i que tornava a Nashville. Més tard va informar que els indis s'estaven agrupant de nou i que els espanyols els proporcionaven les armes; va deixar Fort Gadsden i es va dirigir a Pensacola amb 1.000 homes el 7 de maig. El governador de Florida Occidental protestà que la majoria dels indis de Pensacola eren dones i nens i que els homes no estaven armats, però Jackson no va retrocedir. Quan va arribar a Pensacola el 23 de maig, el governador i els 175 homes de la guarnició es van proveir al Fort Barrancas, deixant la ciutat a Jackson. Les dues parts es van intercanviar trets durant dos dies fins que finalment els espanyols es van rendir i van lliurar el Fort Barrancas el 28 de maig. Jackson va deixar al coronel William King com a governador militar de Florida occidental i va tornar a casa.

### Conseqüències
Les accions de Jackson van tenir repercussions internacionals. Espanya va protestar per la invasió nord-americana, com a resposta el Secretari d'Estat John Quincy Adams va deixar protestar els espanyols i va enviar una carta (amb 72 documents de suport) en què culpava la guerra als britànics, espanyols i indis, defensant les accions de Jackson, dient que eren necessàries, va enfortir la seva posició diplomàtica, exigint a Espanya el control dels habitants de la Florida Oriental o que ho cedís als Estats Units. Espanya reconeixent que des de 1813 Florida s'havia tornat un "territori salvatge" i Estats Units no tornaria el conquerit, va començar les negociacions per al que seria conegut com a Tractat d'Adams-Onís, l'acord reconeixia la conquesta nord-americana de Florida a canvi que Estats Units reconegués la possessió espanyola de Texas (que incloïa territoris de l'antiga Louisiana espanyola, ara nord-americana). La negociació del tractat es va iniciar el 1819, encara que no es va ratificar fins al 22 de febrer del 1821.
Gran Bretanya va protestar per l'execució de dos dels seus súbdits al·legant que mai havien entrat en territori dels Estats Units. Es parlava d'exigir reparacions i prendre represàlies. Els nord-americans van començar a preocupar-se per una altra guerra amb Gran Bretanya. Al final, Gran Bretanya, conscient de la importància dels Estats Units per a la seva economia, va optar per mantenir bones relacions.
També va haver-hi repercussions a Amèrica. Els comitès del Congrés van celebrar audiències sobre les irregularitats comeses en els judicis de *Ambrister i *Arbuthnot. Encara que la majoria dels nord-americans recolzaven Jackson, alguns temien que podria convertir-se en un "home a cavall”, en un Napoleó. Quan el Congrés va tornar a reunir-se al desembre de 1818, es van llegir les resolucions condemnant les accions de Jackson. Aquest era massa popular, i les resolucions no, però les execucions de *Ambrister i *Arbuthnot van deixar una taca en la seva reputació per a la resta de la seva vida, encara que no prou per a evitar que es convertís en president.<*ref>*Missall. Pàg. 44, 47-50.

## Entreguerres
Espanya va cedir la Florida, i els Estats Units en van prendre possessió el 1821. Però el govern eficaç encara va trigar a arribar. El general Andrew Jackson va ser nomenat governador militar de la Florida al març de 1821, però no va arribar a Pensacola fins a juliol de 1821. Va renunciar al càrrec al setembre de 1821 i va tornar a casa a l'octubre, després d'haver passat només tres mesos en la Florida. El seu successor, William P. DuVal, no va ser nomenat fins a abril de 1822, i se'n va anar a casa a Kentucky per una bona temporada abans que finalitzés l'any. Altres càrrecs oficials al territori van tenir sorts similars amb cada vegada més absències.
Els seminoles seguien sent un problema per al nou govern. A principis de 1822, el capità John R. Bell, secretari provisional del Territori de Florida i agent temporal dels seminoles, va fer un càlcul aproximat del nombre d'indis en la Florida. Va informar de l'existència del voltant de 22.000 indis, i 5.000 esclaus en mans dels indis. Es van calcular que dos terços d'ells eren refugiats de la Guerra Creek, sense cap pretensió vàlida (segons els EUA) sobre la Florida. Els assentaments indis es trobaven a les zones al voltant del riu Apalachicola, al llarg del Riu Suwannee, des d'allí cap al sud, cap a la prada d'Alachua, i després cap al sud-oest fins a una mica al nord de la Badia de Tampa.
Els oficials de Florida estaven preocupats des del principi per la situació amb els seminoles. Fins que el tractat, pel qual s'establia una reserva, no es va signar, els indis no sabien amb seguretat on podien conrear les seves plantacions i esperar poder recol·lectar-les, i tenien litigis amb els blancs que ocupaven il·legalment les seves terres. No hi havia un sistema de concessió de llicències per als comerciants i els comerciants sense llicència subministraven als seminola amb
licors. No obstant això, a causa de la presència a temps parcial i la freqüent rotació dels funcionaris del Territori, les reunions amb els seminoles són cancel·lades, posposades o simplement de vegades s'estableix un temps i lloc per a una nova reunió.

### Tractat de Moultrie Creek

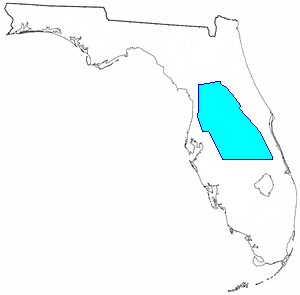
El Tractat de Moultrie Creek va proporcionar una reserva en el centre de Florida pels Seminoles.

En 1823, el Govern finalment va decidir instal·lar als seminoles en una reserva en la part central del territori. Es va fixar una reunió per negociar el tractat per a principis de setembre de 1823 a Moultrie Creek, al Sud de San Agustín. Al voltant de 425 seminoles van assistir a la reunió, escollint Neamathla com el seu principal representant. Sota els termes del tractat negociat, els seminoles es van veure obligats a estar sota la protecció dels Estats Units i renunciar a tot dret sobre les terres de la Florida, a canvi d'una reserva de prop de quatre milions d'acres (16.000 km²). La reserva estaria al centre de la península de Florida des del nord de l'actual Ocala passant per la línia que dona amb l'extrem sud de la Badia de Tampa. Les fronteres estaven ben a l'interior d'ambdues costes, per evitar el contacte amb els comerciants de Cuba i les Bahames. A Neamathla i a altres cinc caps, no obstant això, se'ls va permetre mantenir els seus llogarets al llarg del riu Apalachicola.
En el marc del Tractat de Moultrie Creek, el govern dels Estats Units estava obligat a protegir els seminoles, sempre que es mantinguessin tranquils i fossin respectuosos amb la llei. El Govern havia de distribuir estris de llaurar, bestiar i porcs als seminoles, compensar-los pels viatges i les pèrdues involucrades en el trasllat a la reserva i proporcionar racions per a un any, fins que els seminoles poguessin sembrar i collir nous cultius. El Govern també havia de pagar a la tribu 5.000 dòlars estatunidencs per any durant vint anys i proporcionar un intèrpret, una escola i un ferrer durant vint anys. A canvi, els seminoles havien de permetre la construcció de les carreteres que passessin a través de la reserva i capturar als esclaus o fugitius i retornar-los a la jurisdicció dels Estats Units.

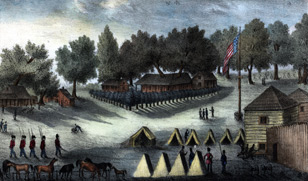
Casernes i tendes de campanya en el Fort Brooke a la Badia de Tampa.

L'aplicació del tractat es va estancar. El Fort Brooke, amb quatre companyies d'infanteria, es va establir en el lloc de l'actual Tampa a principis de 1824, per mostrar als seminoles que el Govern estava determinat a traslladar-los a la reserva. No obstant això, al juny d'aquest mateix any James Gadsden, qui fou l'autor principal del tractat, i encarregat de la seva aplicació, va informar que els seminoles no estaven contents amb el Tractat i esperaven poder renegociar-lo. El temor d'una nova guerra es va fer present i al juliol, el governador DuVal va mobilitzar a la milícia i va ordenar als caps de Tallahassee i Mikasukee a reunir-se amb ell a San Marcos. En aquesta reunió, va ordenar als seminoles de passar a la reserva a partir de l'1 d'octubre de 1824.
A l'octubre els seminoles encara no havia començat a mudar-se a la reserva. Governador DuVal va començar a pagar una indemnització als seminoles per les comoditats que havien de deixar, com un incentiu per mudar-se. També tenia les racions que s'havien promès enviar a Fort Brooke en la badia de Tampa, per a la seva distribució. Els seminoles finalment van començar a mudar-se a la reserva, però a l'any, alguns d'ells van començar a tornar a les seves llars entre els rius Suwannee i Apalachicola. Encara que la majoria dels seminoles es trobaven en la reserva el 1826, però es trobaven del tot ben. Van haver d'aclarir i sembrar nous camps, i fins i tot aquells que havien estat plantats van ser afectats per una sequera. Es va informar que alguns dels seminoles van morir de gana. Tant el coronel George M. Brooke, comandant de Fort Brooke, i el governador DuVal van escriure a Washington demanant ajuda per lliurar e la fam als seminoles, però les sol·licituds s'enredaren en un debat sobre si els seminoles haurien de traslladar-se a l'oest del riu Mississipi. Com a resultat, no es va fer res durant cinc mesos per prestar-los ajuda.

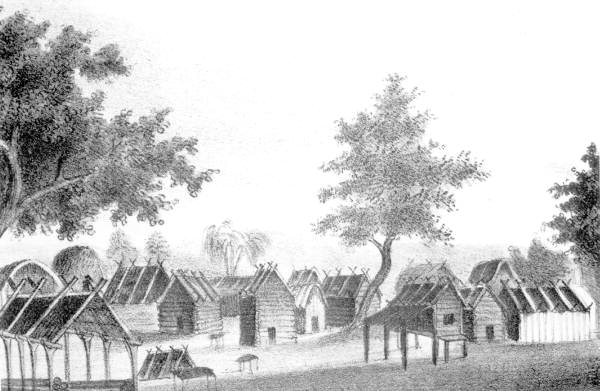
Una vista d'un poble seminola on es mostren les cabanes on vivien abans de l'inici de la Segona Guerra Seminola.

Els seminoles a poc a poc es van instal·lar en la reserva, encara que va haver-hi casos aïllats d'enfrontaments amb els blancs. Fort King va ser construït prop de la reserva, en el lloc de l'actual Ocala, i a principis de 1827 l'Exèrcit informava que els que la convivència era pacífica. Aquesta pau va durar cinc anys, temps durant el qual va haver-hi repetides crides als seminoles perquè se n'anessin a l'oest del Mississipi. Els seminoles es van oposar al trasllat, i especialment al suggeriment que s'unissin als seus parents creek. La majoria dels blancs considerava als seminoles simplement com a creeks que s'havia traslladat recentment a Florida, mentre que els seminoles consideraven la Florida com la seva casa i van negar que tinguessin cap relació amb els creeks.
La situació dels esclaus fugitius era una contínua font de disputa seminoles i els blancs. Els seminoles i els caçadors d'esclaus es disputaven la propietat dels esclaus. Les noves plantacions a Florida va augmentar el nombre d'esclaus que podia escapar cap a les terres seminoles. Preocupat per la possibilitat d'un aixecament indi o una rebel·lió d'esclaus, el Governador DuVal va demanar més tropes federals per a la Florida. No obstant això, el Fort King va ser tancat el 1828. L'escassetat d'aliments i la cerca de la caça cada vegada més pobres en la reserva, van fer que els seminoles, s'allunyessin de les reserves amb més freqüència. Així mateix, el 1828, Andrew Jackson, l'antic enemic dels seminoles, va ser escollit President dels Estats Units. El 1830, el Congrés va aprovar l'Indian Removal Act. Tots els problemes amb els seminoles se solucionarien mudant-los cap a l'oest del Mississipi.

### Tractat de Payne's Landing
En la primavera de 1832, els seminoles de la reserva van ser convocats a una reunió en la plana de Payne prop del riu Oklawaha. El tractat que es negociava allí demanava als seminolas que es mudessin l'oest, si la terra que es trobés es consideraven adequades. Havien d'assentar-se en la reserva creek i formar part d'ells. La delegació dels set caps que havien d'inspeccionar la nova reserva no va deixar Florida fins a octubre de 1832. Després de recórrer la zona durant diversos mesos i tractant amb els creek que ja s'havien assentat allí, els set caps van signar una declaració el 28 de març de 1833, en la qual explicaven que la nova terra va ser acceptable. Al seu retorn a Florida, no obstant això, la majoria dels caps van renunciar a la declaració, al·legant que ells no havien signat, o que havien estat obligats a signar, i que en qualsevol cas, ells no tenien el poder de decidir per totes les tribus i bandes que residien en la reserva. Els pobles de la zona del riu Apalachicola van ser més fàcils de convèncer, no obstant això, i van emigrar a l'Oest el 1834.

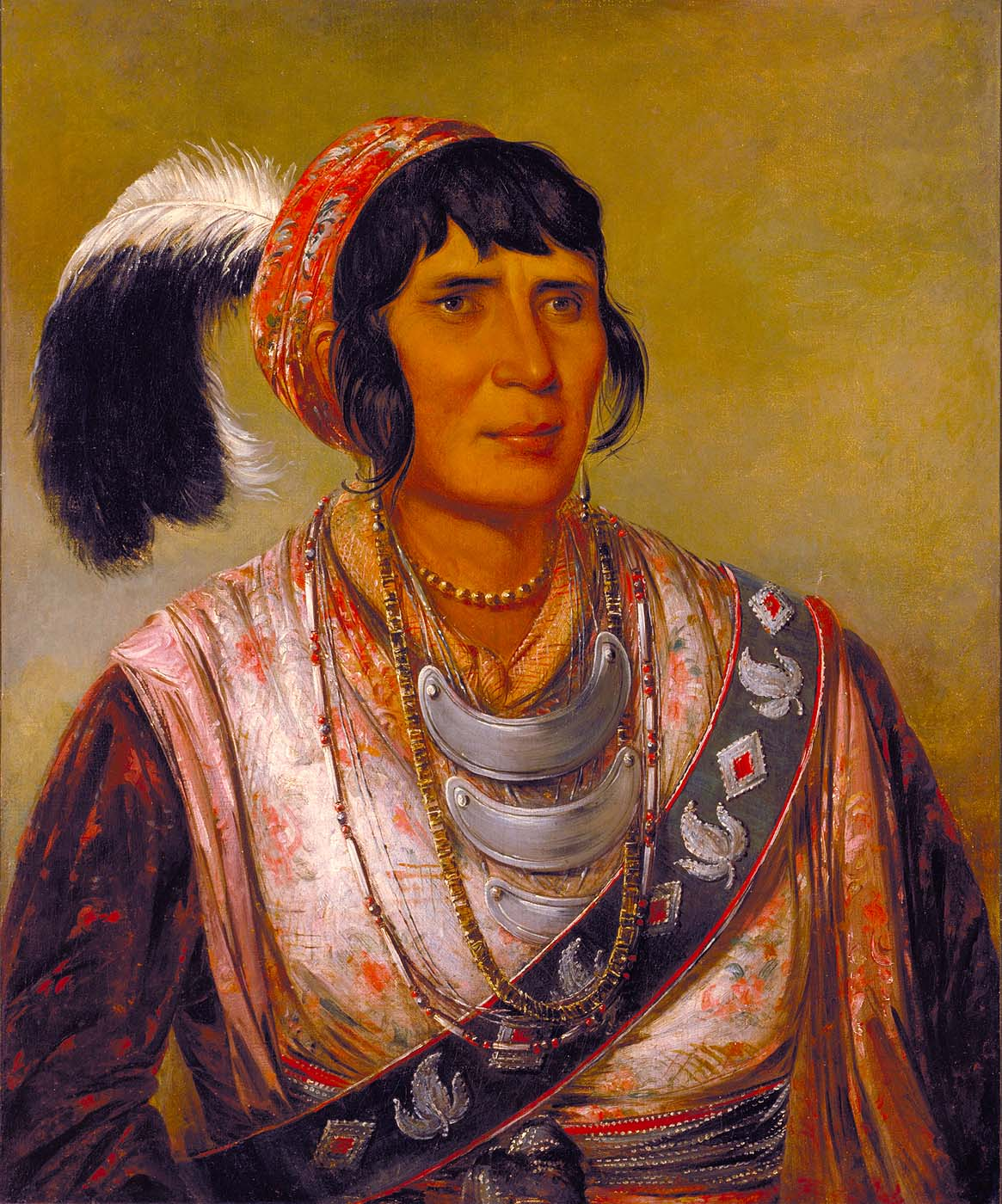
Osceola, Líder Seminola.

El Senat dels Estats Units finalment va ratificar el Tractat de Payne's Landing a l'abril de 1834. El tractat li va donar als seminoles tres anys perquè es mudessin a l'est del Mississipi. El Govern interpretava la data d'inici de l'emigració el 1832 i esperava que ja estarien tots allí el 1835. El Fort King va ser reobert el 1834. Aquest mateix any s'havia nomenat un nou agent seminola, Wiley Thompson, i tot el treball de persuadir als seminoles va recaure sobre ell. Havia anomenat a tots els caps a Fort King per discutir sobre l'assumpte del trasllat a l'octubre de 1834. Però els seminoles el van informar que no tenien cap intenció de mudar-se i que ells no se sentien lligats al tractat de Payne's Landing. Va ser llavors quan Thompson va demanar reforços per als Fort King i Brooke, informant que els indis després d'haver rebut les rendes anuals, havien adquirit una inusual quantitat de pólvora i plom. El General Clinch també va advertir a Washington que els seminoles no tenien cap intenció de traslladar-se i que caldria més tropes per forçar-los. Al març de 1835, Thompson va reunir a tots els caps per llegir-los una carta que els dirigia Andrew Jackson en la que els deia: Si us negueu a mudar-vos… us manaré a l'oficial de comandament perquè us n'aneu per la força. Els caps van demanar 30 dies per respondre. Un mes més tard els caps van comunicar a Thompson que ells no se n'anirien a l'Est. Thompson i els caps van començar a discutir i el general Clinch va haver d'intervenir per evitar el vessament de sang. Finalment, vuit dels caps van acordar traslladar-se a l'oest, però va demanar ajornar l'emigració fins a finals d'any; Thompson i Clinch van acceptar.
Cinc dels caps seminoles més importants, inclòs Micanopy dels seminoles Alachua, no van acceptar traslladar-se. Com a represàlia, Thompson va declarar que els caps eren remoguts dels seus càrrecs. Com les relacions amb els seminoles s'havien deteriorat, Thompson va prohibir la venda d'armes i municions als seminoles. Osceola, un jove guerrer començava a ser conegut pels blancs, i el va afectar molt la prohibició, una sensació que li feia sentir que els seminoles eren igual que els esclaus i va dir: "L'home blanc no em farà negre. Deixaré l'home blanc roig de sang; i després el deixaré al sol i la pluja... i el falcó viurà en la seva carn." Malgrat això, Thompson considerava Osceola un amic i li va donar un fusell. Poc després, quan Osceola començava a causar problemes, Thompson el va empresonar al Fort King durant una nit. L'endemà, amb la finalitat d'assegurar el seu alliberament, Osceola es va comprometre a acatar el Tractat Payne's Landing i portar-se als seus seguidors.
La situació va empitjorar. El 19 de juny de 1835, un grup de blancs a la recerca de bestiar perdut es va trobar amb un grup d'indis asseguts al voltant d'una fogata on cuinaven les restes del que ells deien era un dels seus ramats. Els blancs van desarmar i van assotar als indis quan van arribar altres indis i van començar a disparar sobre ells. Tres blancs van ser ferits, un indi mort i un altre ferit, en el que es coneix com l'escaramussa de Hickory Sink. Quan van veure que les seves queixes a l'agent indi Thompson no va tenir cap resposta, els seminoles es van convèncer que no rebrien cap compensació pel tractament hostil dels blancs. Es creu que va ser en resposta per l'incident de Hickory Sink, a l'agost de 1835, quan Private Kinsley Dalton (a qui deu el seu nom Dalton (Geòrgia)) va ser assassinat pels seminoles, ja que era ell qui portava el correu des de Fort Brooke a Fort King.
El novembre de 1835 el cap Charley Emathla, que no volia saber res de guerres, va acceptar traslladar-se i va vendre tot el seu bestiar a Fort King com a preparatiu per traslladar a la seva gent al Fort Brooke per emigrar a l'oest. Aquest fet va ser considerat com a alta traïció pels altres seminoles que mesos abans havien declarat en consell que si algun Cap seminola venia el seu bestiar seria sentenciat a mort. Osceloa es va trobar amb Charley Emathla quan s'encaminava de tornada a la seva casa i el va matar, escampant tots els diners que havia recaptat de la venda del bestiar sobre el seu cos.

## Segona Guerra Seminola
Florida va començar a preparar-se per a la Guerra davant l'evidència que els seminoles es negaven a traslladar-se. Els colons van fugir cap a llocs més segurs, ja que els seminoles van atacar algunes plantacions i a una caravana militar. Dues companyies, un total de 108 homes sota el comandament del major Francis L. Dade, van ser enviats com a reforços des del Fort Brooke al Fort King. El 28 de desembre de 1835, els seminoles van tendir una emboscada als soldats i van acabar amb el comandament. Només dos soldats van tornar a Fort Brooke i un d'ells va morir dies més tard a conseqüència de les ferides. Durant els següents mesos els generals Clinch, Gaines i Winfield Scott, així com el governador territorial Richard Keith Call, van enviar un gran nombre de tropes en persecucions inútils als seminoles. Mentrestant, els seminoles continuaven en els seus atacs a granges aïllades, assentaments, plantacions i forts al llarg de tot l'Estat, fins i tot van incendiar el Far de Florida. Problemes amb el proveïment i un gran nombre de malalties durant l'estiu van causar que l'exèrcit abandonés diversos forts.

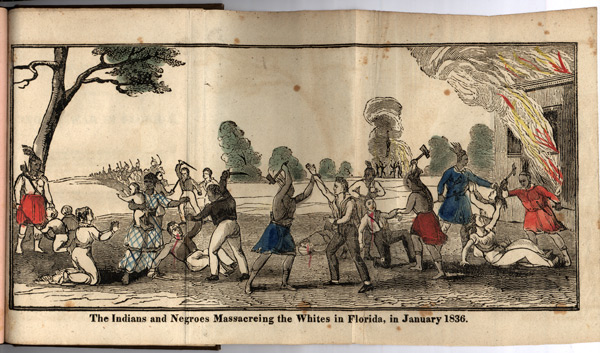
Gravat en fusta la veritable i autèntica història de la guerra dels indis en la Florida ... (1836).

Andrew Jackson no era l'únic americà que s'estava cansant de la guerra. Ethan A. Hitchcock estava entre els que quedaven del partit de Dade al febrer. En el seu diari va escriure un relat inquietant del descobriment on va descarregar la seva amargor sobre el conflicte:
| « | El Govern està equivocat i aquesta és la causa principal de l'oposició perseverant dels indis, que han defensat amb noblesa el seu país en contra del nostre intent d'imposar un tractat fraudulent. Els indis han utilitzat tots els mitjans per evitar una guerra, però van ser obligats a ella per la tirania del nostre govern. | » |

El 21 de novembre de 1836, en la batalla de Wahoo Swamp, els seminoles van lluitar contra les forces nord-americanes matant David Moniac, el primer graduat en l'acadèmia de West Point nascut a Amèrica. Aquesta escaramussa va ser clau per restaurar la seva confiança i va demostrar la seva capacitat per mantenir les seves posicions en els boscos de la Florida en contra dels seus antics enemics: els creek i els colons blancs.
Més tard el 1836, el General Major Thomas Jesup va ser posat al comandament de guerra. Jesup va portar un nou enfocament a la guerra. En lloc de manar grans columnes per tractar d'obligar els seminoles a un únic combat, els dividia. Això requeria una gran presència militar a Florida i Jesup havia aconseguit reunir una força de més de 9,000 homes sota el seu comandament. Més de la meitat eren voluntaris i milicians. També incloïa una brigada de marines, l'Armada i un Servei duaner costaner que controlava la costa i els rius.
El gener de 1837, va haver-hi un canvi en la guerra. En diverses accions, nombrosos seminoles blancs i negres van ser morts o capturats. A la fi de gener, alguns caps seminoles van enviar missatgers a Jesup per acordar una treva. Al març, una "capitulació" va ser signada per diversos caps, incloent-hi Micanopy, que estipulava que els seminoles serien acompanyats pels seus aliats i "els seus negres, propietat de bona fide", en el seu trasllat a l'Oest. A la fi de maig, molts dels caps, incloent Micanopy, s'havien rendit. Dos líders importants, Osceola i Sam Jones (a.k.a. Abiaca, Ar-pi-uck-i, Opoica, Arpeika, Aripeka, Aripeika), no es van rendir, no obstant això, se sap que es van oposar amb vehemència a la reubicació. El 2 de juny els dos líders amb uns 200 seguidors van entrar en la mal vigilada explotació del campament del Fort Brooke i es van portar els 700 seminoles que s'havien rendit. La guerra va començar de nou i Jesup ja mai tornaria a confiar en la paraula d'un indi. Per ordre de Jesup, el General de Brigada Joseph Marion Hernández al comandament de l'expedició que va capturar a diversos líders indis, incloent Coacooche (Linx), Osceola i Micanopy quan es van presentar per conferenciar sota una bandera blanca de treva. Coacoochee i altres captius van ser capaços d'escapar de la seva cel·la del Fort Marion en San Agustín, però Osceola, no anava amb ells. Va morir a la presó, probablement de malària.

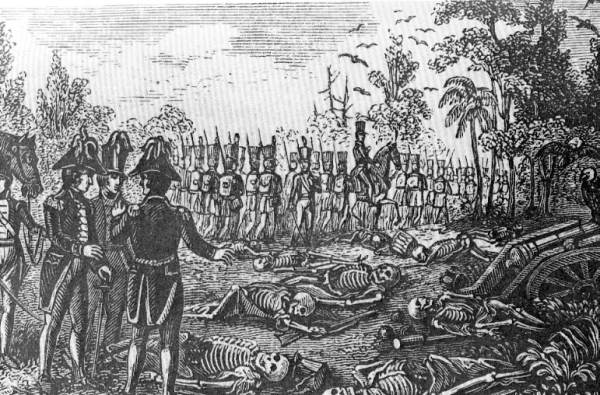
Massacre de Dade

Jesup va organitzar un rastreig per tota la península amb diverses columnes, empenyent als seminoles més al sud. El dia de Nadal de 1837, el coronel Zachary Taylor amb una columna de 800 homes van trobar un grup d'uns 400 seminoles en la riba nord del llac Okeechobee. Els seminoles, liderats per Sam Jones, Gator i el fugitiu Coacoochee, estaven ben posicionats sobre una lloma envoltada de males herbes. L'exèrcit de Taylor es va apropar a un promontori gran, amb mitja milla de pantà enfront d'ella. A l'altre costat de la lloma estava el llac Okeechobee. Aquí l'herba tenia com cinc peus d'alt. El fang i l'aigua tenien com tres peus de profunditat. Els cavalls aquí no servien de res. Estava clar que els seminoles havien triat bé el camp de batalla. Havien tallat l'herba per proporcionar un camp obert de foc i havien fet osques en els arbres per mantenir en equilibri els seus fusells. Els seus exploradors s'havien encimbellat en la copa dels arbres per seguir cada moviment de les tropes. A això de dos quarts d'una, el sol brillant alt en el cel sobre els seus caps, l'aire quiet i en silenci, Taylor va moure les seves tropes al centre del pantà. El seu pla era fer un atac directe en lloc d'envoltar als indis. Tots els seus homes anaven a peu. En primera línia estaven els voluntaris de Missouri. Tan aviat com van estar a tir els indis van obrir foc contra ells. Els voluntaris es van escampar, i el seu comandant, el coronel Gentry, fatalment ferit, no va poder reunir-los. Van fugir espaordits a l'altre costat del pantà. El combat entre les males herbes va ser letal per a cinc companyies de la Sisena Infanteria; tots els oficials, excepte un, i la majoria dels seus sotsoficials van resultar morts o ferits. Quan el que quedava del regiment es va retirar a una curta distància per tornar a formar-se, només van trobar a quatre homes del total il·lesos. Els seminoles van ser momentàniament expulsats de la lloma, escapant-se a través del llac. Taylor va perdre 26 homes i va comptarr 112 ferits, mentre que les baixes seminoles van ser onze morts i catorze ferits. No obstant això, la batalla del llac Okeechobee, va ser aclamada com una gran victòria per a Taylor i l'Exèrcit.
A la fi de gener, les tropes de Jesup van aconseguir un gran grup de seminoles a l'est del llac Okeechobee. Aquests estaven col·locats al principi en un promontori, però els canons i coets els van fer retrocedir a través d'un rierol ample, on es van construir una altra defensa. Els seminoles simplement es van esfumar, després d'haver causat més baixes de les quals van rebre i així va acabar la batalla de Loxahatchee. Al febrer de 1838, els caps seminoles Tuskegee i Halleck Hadjo es van apropar a Jesup amb la proposta que deixarien de lluitar si se'ls permetia romandre al sud del Llac Okeechobee. Jesup va acollir la idea però havia d'escriure a Washington per a la seva aprovació. Els caps i els seus seguidors van acampar prop de l'exèrcit a l'espera de la resposta. Quan el secretari de la guerra va rebutjar la idea, Jesup va capturar als 500 indis que estaven en el camp, i els va enviar cap a l'Oest.
Al maig, la sol·licitud Jesup de ser rellevat del comandament li va ser concedida i Zachary Taylor va assumir el comandament de les forces de l'Exèrcit en la Florida. Amb la reducció de les forces en la Florida, Taylor es va concentrar a mantenir els seminoles de la Florida del Nord mitjançant la creació de molts llocs petits a intervals de vint milles (30 km) creuant el nord de Florida, connectats per una xarxa de carreteres. La temporada d'hivern va ser bastant tranquil·la. Encara que els incidents i escaramusses van continuar, no va haver-hi accions importants. A Washington i en tot el país, el suport a la guerra s'estava esvaint. Molta gent estava començant a pensar que els seminoles s'havien guanyat el seu dret a quedar-se a Florida. La guerra estava lluny d'acabar-se i ja havia costat cara. El President Martin Van Buren va enviar al Comandant General de l'Exèrcit Alexander Macomb al fet que negociés un nou tractat. El 19 de maig de 1839, Macomb anuncià que havien arribat a un acord. Els seminoles deixarien de combatre a canvi d'una reserva al sud de la Florida.
L'estiu passava i l'acord estava estancat. El 23 de juliol, uns 150 indis van atacar un lloc comercial al riu Caloosahatchee que estava custodiat per un destacament de 23 soldats sota el comandament del Coronel William S. Harney. Alguns dels soldats, entre ells el coronel Harney, van ser capaços d'arribar al riu i trobar vaixells per escapar, però la majoria dels soldats, així com diversos civils del lloc comercial, van ser assassinats. Molts van culpar als indis "espanyols", liderats per Chakaika, per l'atac. Però uns altres sospitaven de Sam Jones, ja que la seva banda de mikasukis havien estat els que realment havien arribat a un acord amb Macomb. Sam Jones va prometre que portaria els homes responsables de l'atac a Harney dins de 33 dies. Abans que el temps passés, van morir dos soldats mentre visitaven el campament de Sam Jones.
Buscant noves tàctiques, l'exèrcit va utilitzar bloodhounds per buscar indis, amb pobres resultats. Els forts de Taylor i el sistema de patrulles al nord de Florida va mantenir als seminoles en moviment, però no va poder eliminar-los de la zona. Al maig de 1849, Zachary Taylor, havent servit més que qualsevol altre comandant en la guerra de la Florida, se li va concedir la seva sol·licitud de transferència i va ser substituït pel General de Brigada Walker Keith Armistead. Es va passar immediatament a l'ofensiva, fent campanya durant l'estiu. L'exèrcit buscava els campaments ocults dels seminoles, cremant els camps, alliberant els cavalls, el bestiar boví i els porcs. A mitjan estiu, l'exèrcit havia destruït 500 acres dels cultius de seminoles.
L'Armada va començar a adquirir un paper cada vegada més important en la guerra, amb els marines i infants de marina pujant els rius i pantans dels Everglades. A la fi de 1839 el tinent de la Marina John T. McLaughlin va ser posat al comandament d'un exèrcit conjunt de força amfíbia de la Marina per operar en la Florida. McLaughlin, va establir la seva base en illa de Tea Table Key en els Keys de Florida. Viatjant des de desembre de 1840 a mitjan gener de 1841, les hosts de McLaughlin van creuar els Everglades d'est a oest en canoes, el primer grup de blancs a completar la travessia.

### Indian Key
Indian Key és una petita illa als Keys de Florida. El 1840 era la seu del comtat del recentment creat Comtat de Miami-Dade i d'un port destrossat. El 7 d'agost de 1840 al matí, un gran grup d'indis “espanyols” van entrar d'amagat a Indian Key. Per casualitat, un home que estava despert els va veure i va donar l'alarma. De les 50 persones que vivien a l'illa, al voltant de 40 van aconseguir escapar. Entre els morts estaven el Dr. Henry Perrine, exrepresentant dels Estats Units a Campeche, Mèxic, que estava esperant a Indian Key fins que fos segur prendre possessió de les 36 milles quadrades (93 km²) en el continent que el Congrés li havia garantit.
La base naval de Tea Table Key estava habitada solament per un metge, els seus pacients i cinc mariners i un guardiamarina que cuidava d'ells. Aquest petit contingent va muntar en un parell de canons en barcasses i va tractar d'atacar als indis d'Indian Key. Els indis van respondre amb trets als mariners amb el canó des de la riba. El retrocés dels canons va fer que es deixessin anar les barcasses, tirant els mariners aigua i van haver de retirar-se. Els indis van cremar els edificis d'Indian Key. Al desembre de 1840, el coronel Harney al capdavant de noranta homes va trobar el campament Chakaika en el més amagat dels Everglades. Chakaika va ser assassinat i alguns dels seus homes penjats.

### Els vents de guerra es calmen
A Armistead li havien proporcionat 55,000 dòlars perquè subornés als caps perquè es rendissin. Es va rendir el cap Tallahassee Echo Emathla, però la majoria dels Tallahassee, sota la guia de Tiger Tail, no ho van fer. Coosa Tustenuggee al final va acceptar 5.000 dòlars per poder portar als seus 60 persones. Caps menors van rebre 200 dòlars i cada guerrer va rebre 30 dòlars i un rifle. En la primavera de 1841, Armistead havia enviat la totalitat de 450 seminoles a l'oest. Uns altres 236 estaven al Fort Brooke esperant a ser traslladats. Armistead estimava que uns 120 guerrers van ser traslladats durant el seu mandat i que no quedaven més de 300 guerrers a Florida.

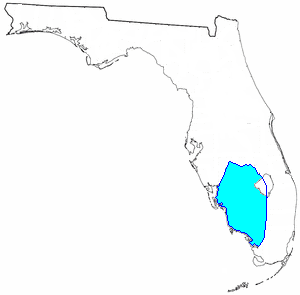
Als seminoles restants a Florida se'ls va permetre viure a una reserva informal al sud-oest de Florida a la fi de la Segona Guerra Seminola el 1842.

Al maig de 1841 Armisted va ser reemplaçat pel Coronel William Jenkins Worth un comandant de les forces armades de la Florida. Ja que la nació i el Congrés no eren partidaris de la Guerra, Worth va haver de retrocedir. Al voltant de 1.000 civils voluntaris de l'exèrcit van ser donats de baixa i es van donar ordres menors. Worth va ordenar als seus homes que “sortissin a la cerca i destruïssin” les missions durant l'estiu, la qual cosa efectivament va dirigir fora de la Florida a molts dels seminoles que quedaven.
Les contínues pressions de l'exèrcit estaven causant efecte. Alguns grups de seminoles es rendien per salvar-se de morir de gana. Uns altres van ser detinguts quan arribaven per negociar la rendició, incloent-hi, per segona vegada, Coacoochee. Només un gran suborn va assegurar la cooperació de Coacoochee perquè persuadís als altres a rendir-se.
El Coronel Worth va recomanar a principis de 1842 que es deixés en pau a la resta dels seminoles i va ser autoritzat a deixar-los en una reserva no oficial al sud-est de Florida i va declarar el final de la Guerra el 14 d'agost de 1842. En aquest mateix mes el Congrés va aprovar la Llei de l'Ocupació Armada, la qual oferia terra als colons que la treballessin i estiguessin preparats per defensar-se a si mateixos dels indis. A la fi de 1842, els indis que encara vivien fora de la reserva del sud-est de la Florida van ser envoltats i desportats a l'Oest. L'abril del 1843 la presència de l'Armada a Florida va ser reduïda a un regiment. El novembre de 1843, Worth va informar que només quedaven a Florida uns 95 homes i 200 dones i nens vivien en la reserva i que ja no constituïen una amenaça.

### Seqüeles
La segona Guerra Semínola va costar uns 40.000.000 dòlars. Més de 40.000 militars regulars dels EUA, milicians i voluntaris van servir en la guerra. Aquesta Guerra índia li va costar la vida a 1.500 soldats, sobretot a causa de les malalties a més de moltes vides d'indis i les seves llars. S'estima que van morir més de 300 soldats de la milícia regular, l'armada i del cos de marines en acció juntament amb 55 voluntaris. No ha quedat cap registre sobre el nombre de morts dels seminoles. La majoria va morir per malalties o de gana a Florida, durant el viatge cap a l'oest i fins i tot després d'haver arribat a territori indi. Un nombre desconegut però es creu que bastant gran de civils blancs van ser assassinats pels seminoles durant la guerra.

## Segona entreguerres

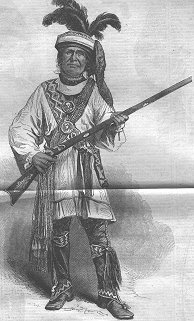
Billy Bowlegs, 1858.

La Pau havia arribat a la Florida. La majoria dels indis estaven en la reserva. Grups de deu més o menys visitaven Tampa de tant en tant per comerciar i emborratxar-se. Els colons il·legals, no obstant això, s'apropaven cada vegada més a la reserva i el 1845 el President James Knox Polk va establir una zona neutral de frontera a la reserva d'unes 20 milles (30 km). No s'hi podia fer cap pretensió de terra a aquesta zona, no s'hi domaria cap títol de propietat i el Cos d'Agutzils dels Estats Units s'encarregaria que això no succeís sota petició. El 1845, Thomas P. Kennedy, que tenia una tenda en el Fort Brooke, va convertir la seva peixateria a Pine Island en un punt de comerç per als indis. La cosa no va funcionar no però, ja que els blancs que venien whisky als indis els deien que si anaven a la tenda de Kennedy els farien presoners.
Les autoritats de Florida pressionaven contínuament perquè tots els indis fossin trets d'allí. Els indis per la seva banda van tractar de limitar els seus contactes el màxim possible amb els blancs. El 1846, el Capità John T. Sprague va ser el designat d'encarregar-se de l'afer indi. Va tenir grans dificultats per entrevistar-se amb els caps, ja que s'havien tornat molt desconfiats perquè més d'una vegada havien estat capturats quan anaven a parlar amb l'exèrcit sota la bandera blanca de treva. Al final va poder entrevistar-se amb tots els caps el 1847 mentre investigava un informe sobre un atac a una granja. Va informar que els indis a Florida en aquells dies consistien en 120 guerrers, incloent-hi 70 seminoles en la banda de Billy Bowlegs, 30 mikasukis de la de Sam Jones, 12 creeks en la The Chipco, 4 yuchis i 4 choctaws. També va estimar que hi havia al voltant de 100 dones i 140 nens.

### Atacs Indis
El punt de venda de Pine Island es va cremar el 1848; el 1849 a Thomas Kennedy i al seu nou soci, John Darling, els van donar permís per obrir un punt de comerç en el que és ara Paynes Creek, prop de l'afluent del riu Paz. Una banda d'indis vivia fora de la reserva per aquella època. Eren coneguts com els “forasters” i estaven formats per 20 guerrers sota el comandament de Chipco, formats per cinc muscogees, set mikasukis, sis seminoles, un creek i un yuchi. El 12 de juliol de 1849, quatre membres d'aquesta banda va atacar una granja prop del riu Indian just al nord del Fort Pierce, matant un home i ferint un altre i a una dona. La notícia d'aquest atac va causar que la majoria de la població de la costa est de la Florida s'anessin cap a San Agustín. El 17 de juliol, quatre dels “forasters” més un altre home que no havia participat en l'assalt al riu Indian van atacar el punt de venda de Kennedy i Darling. Dos treballadors de la venda i el capità Payne van morir, un altre treballador i la seva esposa van resultar ferits mentre intentaven amagar als seus fills.
L'Exèrcit dels EUA no estava preparat per travar batalla amb els indis. Tenia pocs homes a Florida i cap mitjà per moure's ràpidament per poder protegir als colons blancs i capturar als indis. El Departament de Guerra va començar a reunir-se a Florida, posant al Major David I. Twiggs al comandament, mentre l'Estat va posar a dues companyies de voluntaris que fessin guàrdia als assentaments. El capità John Casey, que era l'encarregat de traslladar als indis a l'Oest, va poder concertar una reunió entre el general Twiggs i diversos líders indis en el porte de Charlotte. En aquesta reunió, Billy Bowlegs va prometre, amb el consentiment dels altres líders, que lliuraria als responsables dels atacs en menys de 30 dies. El 18 d'octubre, Bowlegs va lliurar a tres dels homes a Twiggs juntament amb les mans tallades d'uns altres que havien estat assassinats mentre intentaven escapar. El cinquè home va ser capturat però es va escapar.
Després que Bowlegs lliurés als tres assassins, el general Twiggs va dir als indis, per a la seva incredulitat i desesperació, que havia rebut ordres de traslladar-los fora de la Florida. El Govern duria a terme tres tàctiques per a això. L'Exèrcit a Florida es va incrementar en 1.500 homes. Es pressuposaren cent mil dòlars per subornar als indis perquè se n'anessin. I finalment s'hi envià una delegació de caps seminoles des del Territori Indi perquè tractessin amb els caps de Florida. Un cap menor dels mikasuki, Kapiktoosootse, va consentir liderar la sortida del seu poble cap a l'oest. Al febrer de 1850, 74 indis van embarcar cap a Nova Orleans. Els havien pagat un total de 15.953 dòlars en suborns i com a compensació per les terres que deixaven a Florida. Però va haver-hi una sèrie d'incidents que van enfosquir les relacions poc després. Un muskogee i un mikasuki que havien anat a tractar al mateix temps que Kapiktoosootse i la seva banda s'estaven rendint quan van ser embarcats involuntàriament cap a Nova Orleans juntament amb els altres. Al març un destacament armat del Setè de Cavalleria va entrar en la reserva. Com a resultat, els altres indis van trencar tot contacte amb els negociadors. A l'abril, Twiggs informava a Washington que ja no hi havia esperança de convèncer a més indis que se n'anessin.
L'agost de 1850, un orfe que vivia en una granja en el nord de la Florida central sembla que va ser assassinat pels indis. Al final van arribar a Washington moltes queixes sobre l'incident, el que va fer que el Secretari per a la Guerra ordenés el lliurament dels indis responsables; si no, el President consideraria a tots els indis responsables. El capità Casey va aconseguir posar-se en contacte amb Bowlegs i van acordar una cita per a abril. Bowlegs va prometre lliurar als indis responsables, encara que els que ho havien fet pertanyien a la banda de Chipco sobre la qual ell no en tenia cap autoritat. Chipco va decidir lliurar tres homes com si fossin els possibles assassins, i van ser arrestats quan van entrar a comerciar a Fort Myers. Una vegada a la presó, els tres van clamar la seva innocència, dient que no els agradaven Chipco i que altres homes de la seva banda eren els veritables assassins, i el capità Casey els va creure. Els tres homes van intentar escapar de la seva presó a Tampa però van ser capturats de nou. Més tard van ser trobats penjats en la seva cel·la. Un va ser trobat viu però no el van despenjar fins a l'endemà quan ja estava mort. Més tard es va descobrir que l'encarregat d'encadenar als tres homes era el sogre d'un germà d'un dels homes que havien estat assassinats en la tenda de Kennedy i Darling el 1849 (la massacre de Paynes Creek).

### Nous moviments indis
En 1851, el General Luther Blake va ser encarregat pel secretari de l'interior perquè enviés els indis cap a l'Est. Havia tingut cert èxit en la deportació dels cherokees de Geòrgia i segurament era l'indicat per fer el mateix amb els seminoles. Tenia fons per pagar per cada adult home 800 dòlars i per cada dona i nen 450 dòlars. Va ser al territori indi a la recerca d'intèrprets i va tornar a Florida al març de 1852. Es va endinsar al territori i es va entrevistar amb tots els caps indis i cap a juliol tenia setze indis per enviar a l'Est. Com va trobar resistència amb Billy Bowlegs que insistia a quedar-se a Florida, Blake el va agafar juntament amb altres caps indis i els va portar a Washington. El President Millard Fillmore va obsequiar Bowlegs amb una medalla, ell i tres caps més van ser persuadits perquè signessin un compromís per deixar Florida. Als caps els van portar en una gira que va incloure Baltimore, Filadèlfia i Nova York. A la seva arribada a la Florida els caps van repudiar l'acord que havien signat a Washington. Blake va ser expulsat el 1853 i el capità Casey va ser cridat de nou anomenat a ocupar-se de l'expulsió dels indis de la Florida.
El gener de 1851, les lleis de la Florida havien creat una posició de comandant de la Milícia de Florida, i el Governador Thomas Brown van designar Benjamin Hopkins a tal rang. Els dos anys següents, la Milícia de Florida van perseguir als indis que es trobaven fora de les fronteres de les reserves. Durant aquest període la milícia va capturar un home, unes dones i 140 gossos. Una dona índia es va suïcidar mentre estava en mans de la milícia després que la resta de la seva família escapés. Tota l'operació li havia costat 40.000 dòlars als Estats Units.
Les pressions que exercien les autoritats de Florida va impulsar al govern federal a prendre mesures. El capità Casey mentrestant intentava persuadir als seminoles perquè es mudessin cap a l'Est però no tenia sort. Va enviar Bowlegs i uns quants més a Washington una altra vegada, però els caps van rebutjar la proposta de mudança. L'agost de 1854, el Secretari per a la Guerra Jefferson Davis va iniciar un programa per forçar als seminoles a un conflicte final. El pla incloïa un embargament als indis, la inspecció i venda de terres del sud de la Florida, una major presència de l'exèrcit per protegir als nous colons. Davis va anunciar que si els indis no volien anar-se'n, l'exèrcit usaria la força per forçar-los.

## Tercera Guerra Seminola

### Augment de la presència de l'Exèrcit i atacs indis
A la fi de 1855 hi havia més de 700 homes de les tropes de l'exèrcit estacionats en la península de la Florida. Més o menys al mateix temps els seminoles van decidir que contraatacarien a la contínua pressió a la qual estaven sotmesos quan l'ocasió es presentés. Se suposa que Sam Jones va ser l'instigador d'aquesta decisió; Es diu que Chipco estava en contra d'ella. El 7 de desembre de 1855, el primer tinent George Hartstuff, que havia liderat patrulles a l'interior de les reserves, va deixar Fort Myers amb deu homes i dos carros. No van trobar seminoles però sí tres camps de gra i tres pobles deserts incloent el de Billy Bowlegs. En la tard nit del 19 de desembre, Hartsuff va dir als seus homes que l'endemà estarien de tornada a Fort Myers. L'endemà al matí, quan estaven carregant els vagons i ensellant els cavalls, quaranta seminoles liderats per Billy Bowlegs van atacar el campament. Uns quants soldats van ser ferits incloent el tinent Hartsuff que havia aconseguit amagar-se. Els seminoles van matar i escalparen quatre homes, van matar les mules, van saquejar i van cremar els vagons i es van portar diversos cavalls. Només set homes van tornar al Fort Myers.
Quan la notícia de l'atac van arribar a Tampa, els homes es van organitzar seleccionant noves milícies, les quals van marxar per la vall del riu Peace, reclutant més homes i defensant alguns forts al llarg del riu. El Governador James Broome va organitzar tantes companyies de voluntaris com va poder. Com l'Estat tenia fons limitats, va intentar que l'exèrcit acceptessin als voluntaris. El Secretari per a la Guerra Jefferson Davies va acceptar dues companyies d'infanteria tres companyies muntades, al voltant de 260 homes. El Governador Broome va mantenir altres 400 homes mobilitzats sota el control de l'Estat. Ambdues tropes van ser parcialment armades i proveïdes amb donacions privades. El general Jesse Carter va ser designat pel Governador Broome com "agent especial... sense grau militar" per liderar les tropes estatals. Carter va posar a la meitat de les tropes estatals a cura de les collites i tan sols 200 dels seus homes estaven disponibles per a les patrulles. Un periòdic de Tampa va notar que les patrulles muntades preferien patrullar en camp obert, que era més fàcil per als cavalls, però això permetia als semínoles veure'ls venir.
El 6 de gener de 1856, dos homes que recollien kunti al sud del riu Miami van ser assassinats. Els colons es van refugiar a Fort Dallas a Key Biscayne. Una partida d'aproximadament vint seminoles liderats per Ocsen Tustenuggee va atacar una patrulla de tall de llenya fora de la Fortalesa Denaud, matant cinc homes. Encara que la zona estava defensada per milicians, els seminolws feien incursions al llarg de la costa sud de la badia de Tampa. Van matar un home i van cremar una casa en el que ara és Sarasota i el 31 de març de 1856 van intentar atacar el “Castell Braden”, la plantació del Dr. Joseph Braden, en l'actual Bradenton. El “castell” estava molt ben protegit, però fins i tot així van aconseguir portar-se a set esclaus i tres muls. Sobrecarregats amb els presoners i el botí, els seminoles no es movien molt de pressa. Mentre feien un alto en el camí per menjar a Big Charley Apopka Creek els milicians van aconseguir aconseguir-los. La milícia va matar dos semínoles, recapturaren els seus esclaus i els muls. La cabellera d'un dels dos semínoles va ser exposada a Tampa i l'altra a Manatee.
A l'abril, l'Exèrcit regular i els milicians van patrullar al voltant i dins de la reserva, però no van trobar cap seminola. Va tenir lloc una batalla de sis hores prop de la ciutat de Bowlegs saldant-se amb quatre regulars morts i tres ferits abans que els seminoles es retiressin. Aquests van continuar amb les seves petites incursions i l'estat. El 14 de maig de 1856, quinze seminoles van atacar la granja del capità Robert Bradley al nord de Tampa assassinant dos dels seus fills. Bradley en canvi va matar un dels seminoles. Se suposa que Bradley era un objectiu dels seminoles perquè havia matat el germà de Tigre Tail durant la Segona Guerra Seminola. El 17 de maig, els seminoles van atacar un tren en la Florida Central, matant tres homes. El correu i el servei de passatgers va ser suspès en Tampa fins que els militars van poder protegir la zona.
El 14 de juny de 1856 van atacar una granja a dues milles del Fort Meade. Els habitants van poder refugiar-se dins i van contenir l'atac. Els trets es van sentir al fort Meade i set milicians de la companyia muntada van respondre. Tres d'ells van morir i altres dos van ser ferits. Alguns milicians van ser a la caça dels seminoles però van haver de retirar-se, ja que la pluja va mullar la pólvora. El 16 de juny, vint milicians del fort Fraser va sorprendre un grup de seminoles al llarg del riu Peace matant-ne a alguns d'ells. Els milicians es van retirar després de perdre a dos dels seus homes i altres tres ferits. Van dir que havien matat a vint seminoles però els indis van admetre només la mort de quatre d'ells i tres ferits. No obstant això, va morir Ocsen Tustenuggee, aquell que semblava ser el capitost dels atacs contra els assentaments.
Els habitants de la Florida començaven a desil·lusionar-se dels milicians. Es queixaven que els milicians pretenien patrullar només durant un dia o dos i després tornaven als seus camps, que eren donats a la vagància, borratxeres i robatoris. Els oficials no presentaven els informes necessaris. I el més important, els milicians havien fracassat en la protecció dels colons.

### Nova estratègia
El setembre del 1856 el general de brigada William S. Harney va tornar a Florida com a comandant de les tropes federals. Recordant les lliçons apreses en la segona Guerra Seminola va posar en peus un sistema de forts al llarg de la frontera de la Florida i les patrulles s'endinsaven al territori seminola. Va planejar confinar-los als aiguamolls del Big Cypress i als Everglades, perquè creia que allí no podrien sobreviure. Es presumeix que va poder capturar als indis perquè van sortir dels aiguamolls a la recerca d'espais secs on poder conrear. Part del pla de Harney va implicar l'ús de bots per arribar a les illes i altres àrees seques en els pantans. Va intentar posar-se en contacte amb ells però sense resultat. A principis de gener de 1857, va ordenar a les seves tropes a perseguir enèrgicament als indis. El pla de Harney va donar pocs resultats però, i va ser transferit juntament amb el 5è d'Infanteria a Kansas per ajudar en els aixecaments de l'abril.
El coronel Gustavus Loomis va reemplaçar al General Harney com a comandant de la Florida, però la retirada del 5è d'Infanteria ho va deixar només amb deu companyies del 4a Artilleria, que al final va ser reduïda tan sols a quatre. Loomis va organitzar als seus voluntaris en companyies de “pots”, als quals els van donar el nom de “Pots de cocodril” que s'havien construït per al seu ús específic en les incursions anteriors als aiguamolls de Big Cypress i els Everglades. 37 peus de llarg (9 m) acabats en punta en ambdues extremitats, de dos a tres peus de profunditat (0,7 m), els pots podien portar fins a 16 homes. Eren capaços de capturar bastants homes, sobretot dones i nens. Els regulars no aconseguien fer-ho millor. Alguns oficials, inclòs el capità Abner Doubleday observava que els seminoles evitaven les patrulles de l'exèrcit. Ho atribuïa al fet que la majoria dels nous enrolats eren immigrants nouvinguts que no tenien cap destresa en la fusteria.
En 1857 deu companyies de la milícia de Florida van ser cridades al servei federal, totalitzant gairebé un total de 800 homes al setembre. Al novembre aquestes tropes van capturar divuit dones i nens de la banda de Billy Bowleg. Les tropes també van trobar i van destruir diverses ciutats i cultius. Van avançar cap als aiguamolls de Big Cypress el Dia d'Any Nou de 1858, sempre destruint les ciutats i cultius que es trobaven pel camí. Una altra delegació del territori dels indis van arribar a la Florida al gener i va tractar de posar-se en contacte amb Bowlegs. Les tropes descansaven mentre es realitzaven els contactes. L'any anterior als seminoles els havien donat la seva pròpia reserva separada dels territoris dels creek. Es va prometre un premi de 500 dòlars a cada guerrer (més als caps) i 100 dòlars a cada dona. El 15 de març les bandes de Bowlegs i Assinwar van acceptar l'oferta i se'n van anar a l'oest. El 4 de maig un total de 163 seminoles (incloent als que van ser capturats anteriorment) salparen cap a Nova Orleáns. El 8 de maig de 1858, el coronel Loomis va declarar el final de la guerra.

## Conclusió
Quan el coronel Loomis va declarar la fi de la Tercera Guerra Seminola, el govern creu que només quedaven a Florida al voltant de 100 seminoles. Al desembre de 1858, els EUA van contractar dues bandes d'un total de 75 persones, que van acordar la retirada cap a l'oest; van ser enviats el 15 de febrer de 1859.
Tanmateix, encara hi havia seminoles a Florida. La banda de Sam Jones vivia al sud-est de Florida, cap a l'interior de Miami i Fort Lauderdale. La banda de Chipco vivia al nord del Llac Okeechobee, encara que l'Exèrcit i les milícies havien pogut localitzar-la. Famílies individuals es dispersaren a través dels aiguamolls del sud de la Florida. Des que la guerra havia acabat oficialment i els restants Seminole es va quedar quiets, el govern va enviar a la milícia casa i reassignà les tropes de l'Exèrcit regular.
Totes les fortaleses construïdes per les guerres Seminola van ser desarmades i aviat desposseïdes de qualsevol material utilitzable pels colons. El 1862, l'estat contactà amb Sam Jones amb promeses d'ajuda en un intent de mantenir la neutralitat seminola a la Guerra Civil. Encara que l'Estat no va complir amb les seves promeses, el seminola no estaven interessats en la lluita contra una nova guerra.
La Constitució de Florida de 1868, redactada pel Partit republicà, dominant en la legislatura de la reconstrucció, va donar als seminola un escó a la Cambra i un escó al Senat de la legislatura estatal. Els seminoles mai van ocupar els escons. El 1885, després que els demòcrates blancs del sud va recuperat el poder polític a l'estat, es va aprovar una nova Constitució el 1885 i es va retirar els escons pels seminoles i posaren barreres a la inscripció de votants i les pràctiques electorals que evitaven el registre per al vot de la minoria negra, privant-la dels seus drets constitucionals. Aquesta situació es va mantenir fins als anys 1960.